# Ommata bucki
Ommata bucki là một loài bọ cánh cứng trong họ Cerambycidae.